# Tsushima-jinja

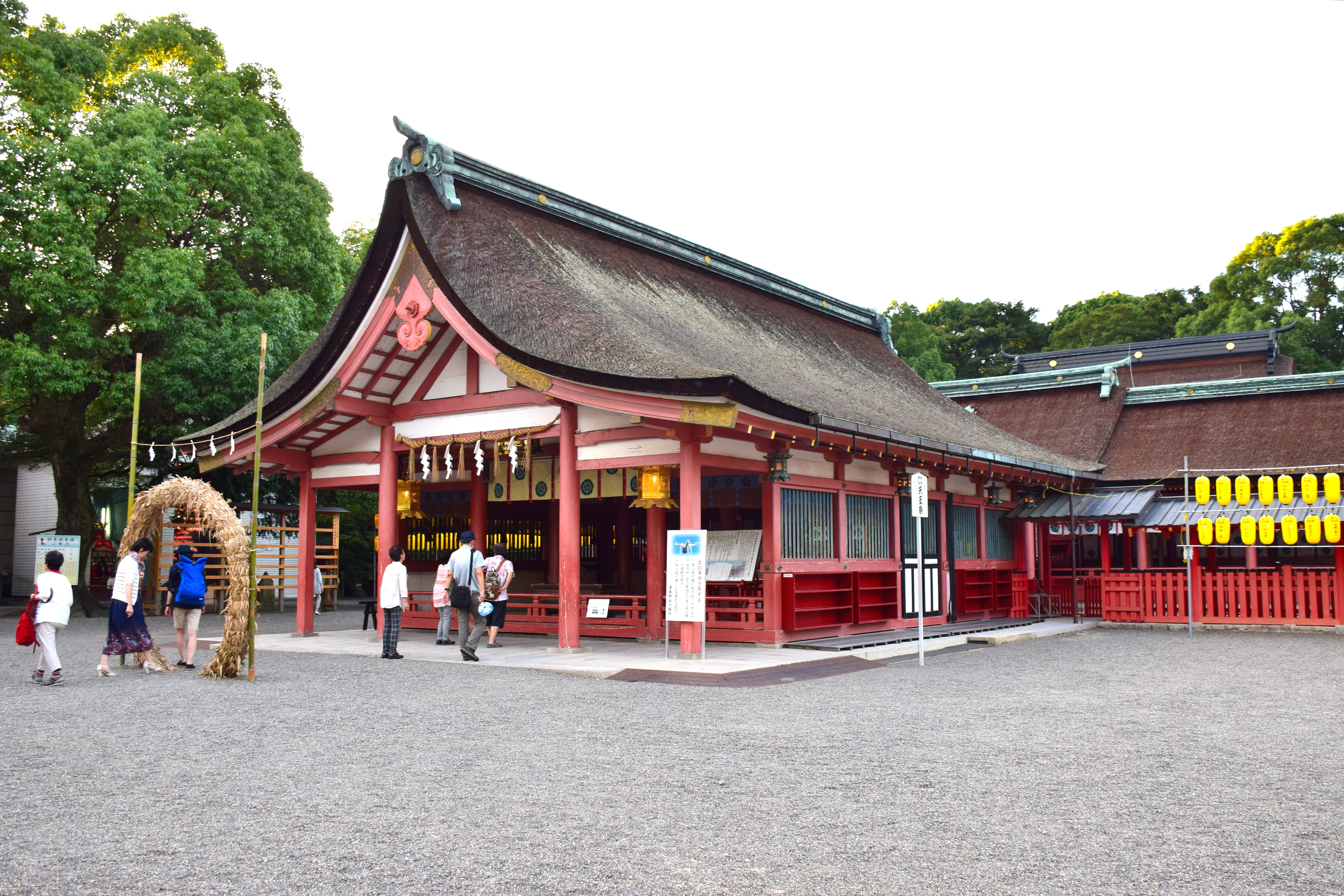
Le haiden.

Le Tsushima-jinja (津島神社) est un sanctuaire shinto situé dans la ville de Tsushima, préfecture d'Aichi au Japon. Connu de tout le pays, il est à la tête du réseau de sanctuaires Tsushima et est consacré à ce qu'on appelle le culte Tsushima (津島信仰, Tsushima shinkō). Ce réseau centré dans la région de Tōkai, avec ses quelque 3 000 sanctuaires affiliés, est en importante le dixième du Japon. Les principaux kamis de cette confession sont Gozutennō (牛頭天王, lit. « roi des cieux à la tête de bœuf »), le dieu des fléaux, et Susanoo, deux divinités qui ont été confondues en une. Pour cette raison, comme d'autres sanctuaires du réseau, Tsushima-jinja est également appelé Tsushima Gozutennō-sha (津島牛頭天王社, lit. « Tsushima Gozutennō »).
La légende du sanctuaire veut que l'aramitama de Gozutennō (son côté violent) reste à Izumo-taisha tandis que son nigemitama (son aspect calme) est arrivé au Japon en provenance de la péninsule coréenne en faisant escale à l'île Tsushima entre la Corée et le Japon. Cela peut expliquer la relation entre les deux Tsushima suggérée par le nom commun.
Le sanctuaire organise un festival appelé Tsushima matsuri (津島祭り) pendant le sixième mois du calendrier lunaire (juillet dans le calendrier grégorien) au cours duquel des bateaux appelés danjiri (車楽) flottent sur la rivière Tennō et où des roseaux sont dispersés dans l'eau.
Ce sanctuaire est construit dans le style owari-zukuri dont il subsiste peu d'exemples.